# Episodi di The Wilds (seconda stagione)
La seconda e ultima stagione della serie televisiva The Wilds, composta da 8 episodi, è stata interamente pubblicata su Prime Video il 6 maggio 2022, nei paesi in cui il servizio è disponibile.
| nº | Titolo originale | Titolo italiano | Pubblicazione |
| -- | ---------------- | --------------- | ------------- |
| 1  | Day 30 / 1       | Giorno 30 / 1   | 6 maggio 2022 |
| 2  | Day 34 / 12      | Giorno 34 / 12  | 6 maggio 2022 |
| 3  | Day 36 / 14      | Giorno 36 / 14  | 6 maggio 2022 |
| 4  | Day 42 / 15      | Giorno 42 / 15  | 6 maggio 2022 |
| 5  | Day 45 / 16      | Giorno 45 / 16  | 6 maggio 2022 |
| 6  | Day 46 / 26      | Giorno 46 / 26  | 6 maggio 2022 |
| 7  | Day 50 / 33      | Giorno 50 / 33  | 6 maggio 2022 |
| 8  | Exodus           | Esodo           | 6 maggio 2022 |

## Giorno 30 / 1
- Titolo originale: Day 30 / 1
- Diretto da: Alison Maclean
- Scritto da: Sarah Streicher

### Trama
Nell'attacco dello squalo Rachel perde la mano destra e Nora, entrata in acqua cercando di aiutarla, viene trascinata al largo e data per morta dalle compagne. Leah non riesce a provare che Nora l'avesse intrappolata nella buca, quindi cerca bruscamente di ottenere informazioni da Rachel, che ha un crollo e si accusa della morte della sorella. Le ragazze spostano il loro accampamento al centro dell'isola e Dot convince Rachel a seguirla.
Frattanto, su un'altra isola, è iniziato un esperimento parallelo con nove ragazzi: Raf, Josh, Scotty, Bo, Kirin, Ivan, Henry, Seth e DJ, anche loro un gruppo eterogeneo che crede di essere rimasto vittima di un incidente aereo. Il primo giorno di naufragio, si separano per setacciare l'isola e al loro ritorno scoprono il cadavere di DJ, apparentemente mutilato da un animale selvatico. In realtà si tratta di una simulazione: DJ è il figlio di Gretchen, Devon, l'assassino del fidanzato di Nora.
In un flashforward Raf, credendo di essere interrogato dall'FBI, racconta a Young e Faver che alcuni ragazzi sono cambiati a causa delle esperienze sull'isola, diventando "dei mostri". Quando viene ricondotto nella sua stanza, trova Leah ad aspettarlo.

## Giorno 34 / 12
- Titolo originale: Day 34 / 12
- Diretto da: Alison Maclean
- Scritto da: Melissa Blake

### Trama
Sull'isola dei ragazzi le scorte di cibo cominciano a esaurirsi. Dopo aver rovesciato accidentalmente un barattolo di salsa, Raf si sente imbarazzato e scappa nel bosco; viene raggiunto da Seth e insieme trovano un bunker pieno di cibo e birra. Seth attribuisce a Raf il merito della scoperta, così da fargli riacquistare popolarità tra i compagni.
Sull'isola delle ragazze, Rachel e Leah si riconciliano e trovano una cassa di forniture per feste in mare, mentre Martha è irritata dai tentativi di Toni di avvicinare lei e Shelby.
Dei flashback mostrano la vita di Raf prima dell'isola: faceva il pendolare da Tijuana per frequentare una scuola privata a San Diego e stava insieme a Marisol, figlia di ricchi filantropi. Raf saltò degli impegni familiari per partecipare a un gala di beneficenza con la famiglia di Marisol, ma durante il viaggio ebbe un alterco con un altro automobilista e venne arrestato dalla dogana, venendo liberato dai genitori di Marisol che pagarono la cauzione.
In un flashforward Leah promette a Raf di aiutarlo a fuggire e lo convince a confidarsi con lei. Successivamente si confronta con Faber e si offre di aiutarli a ottenere informazioni da Raf, se in cambio riceverà aiuto, e Gretchen accetta l'offerta.

## Giorno 36 / 14
- Titolo originale: Day 36 / 14
- Diretto da: Nima Nourizadeh
- Scritto da: Franklin Hardy

### Trama
Durante la notte, i ragazzi sentono un giaguaro aggirarsi intorno al loro accampamento. Mentre nascondono la loro scorta di cibo all'animale, Scotty convince Bo a rubare un po' di carne secca per loro stessi, preoccupandosi che i compagni non siano degni di fiducia. La notte successiva, il gruppo si accampa su una stretta sporgenza; Kirin fa delle battute omofobe e Ivan si vendica rivelando agli altri che Kirin ha la gonorrea. Preoccupato all'idea che il giaguaro possa essere attratto dall'odore del cibo rubato e sentendosi in colpa per il furto, Bo scene dalla sporgenza per restituire la carne secca, seguito da Scotty, e i due sfuggono all'animale di poco al ritorno.
Nel frattempo, Toni viene quasi colpita da un grosso ramo caduto da un albero e Martha confessa a Fatin la sua paura del sesso.
I flashback mostrano che Scotty e Bo erano migliori amici in Florida, ma Bo doveva nascondere ogni loro attività ai suoi genitori violenti e ossessionati dal controllo. In un'occasione Scotty ideò un piano per fare soldi acquistando magliette da rivendere, ma accidentalmente portò il tosaerba del padre di Bo a bagnarsi e per questo Bo venne picchiato. In seguito, i due vandalizzarono la casa d'infanzia di Scotty.
I flashforward mostrano l'interrogatorio di Scotty a Young e Gretchen.

## Giorno 42 / 15
- Titolo originale: Day 42 / 15
- Diretto da: Nima Nourizadeh
- Scritto da: Leon Chills

### Trama
Le ragazze organizzano una festa di compleanno per Dot sulla spiaggia, ma l'evento risveglia in Rachel il dolore per la perdita di Nora. Shelby si avvicina a Rachel raccontandole la morte di Becca e come abbia fatto fronte al lutto con la preghiera.
I ragazzi, capitanati da Seth, si mobilitano per uccidere il giaguaro, costruendo una trappola e attirandolo in essa, mentre Kirin lo pugnala a morte con una lancia scolpita da Ivan. Il gruppo quella sera festeggia sulla spiaggia, ma Kirin smutanda Seth che se ne va imbarazzato. Josh gli si avvicina cercando di consolarlo, essendo stato anche lui vittima di bullismo, ma Seth lo caccia malamente.
Nei flashforward Young e Faber promettono a Leah di telefonare a Jeffrey se convincerà Brad a dirle cos'è successo la notte del quindicesimo giorno. Il ragazzo le racconta gli eventi della giornata, ma, prima che possa terminare, Leah gli rivela di nascosto che i loro sequestratori stanno origliando la conversazione. Raf quindi non rivela che più tardi, quella notte, Seth ha aggredito sessualmente Josh in quanto furioso del fatto che ha paragonato le loro vite.

## Giorno 45 / 16
- Titolo originale: Day 45 / 16
- Diretto da: Ben C. Lucas
- Scritto da: Amy B. Harris e Leon Chills

### Trama
Seth, che è il secondo infiltrato di Gretchen sull'isola dei ragazzi, registra un messaggio in cui afferma che Josh è fragile e instabile. Quando i ragazzi si separano per cercare dell'acqua, Seth distrugge i microfoni nascosti sulla spiaggia. Kirin e Josh scoprono un lago e Josh confessa al compagno dell'aggressione di Seth. Quando i ragazzi si riuniscono sulla spiaggia, Kirin accusa pubblicamente Seth; mentre Raf crede alla proclamazione di innocenza del ragazzo, gli altri decidono di bandirlo dal gruppo. Quella notte, Josh chiede agli altri di promettere di non rivelare mai a nessuno quanto gli è successo.
Le ragazze organizzano un funerale per Nora. Fatin convince Leah ad abbandonare i suoi sospetti su Nora, ma poi trova degli appunti di Nora tra i suoi effetti personali che confermano le precedenti accuse di Leah. Dopo il funerale, Rachel rimane seduta sulla spiaggia in lutto e Nora assiste alla scena tramite le telecamere dal quartier generale di Gretchen.
Nei flashforward, Young rimprovera Leah per non aver lasciato che Raf concludesse la sua storia, ma le dà un suggerimento per permetterle di trovare un cellulare nascosto nella sua stanza. Nel frattempo, Gretchen e Faber interrogano Bo, Kirin, Henry e Josh, ma nessuno di loro rivela il motivo dell'esilio di Seth.

## Giorno 46 / 26
- Titolo originale: Day 46 / 26
- Diretto da: Ben C. Lucas
- Scritto da: A. Rey Pamatmat

### Trama
Toni supera le sue paure confessando il suo amore per Shelby. Leah inizia ad avere delle allucinazioni di Ben Folds, mentre Martha ha un esaurimento nervoso dopo aver scoperto che la sua trappola ha ucciso una coniglia, arrivando a uccidere la sua cucciolata. 
Quando i ragazzi si rendono conto che Seth ha il loro unico accendino, lo aggrediscono per riprenderlo e la violenza nei confronti dell'ex compagno turba Ivan e Raf. Raf ha pietà di Seth e gli porta dell'acqua e un maglione, quindi Josh insiste affinché anche lui venga bandito e successivamente Ivan li segue.
I flashback mostrano gli sforzi di Ivan per far licenziare l'allenatore di lacrosse di Kirin, che aveva indossato un costume per Halloween razzista. Quando Ivan trovò Kirin addolorato per l'accaduto, lo provocò fino a spingerlo in uno sfogo omofobo così da farlo espellere. Il ragazzo di Ivan lo lasciò disgustato per le sue azioni, invitandolo a essere più gentile.
In un flashforward Ivan si rifiuta di spiegare cos'ha causato la divisione tra i ragazzi,

## Giorno 50 / 33
- Titolo originale: Day 50 / 33
- Diretto da: Aurora Guerrero
- Scritto da: Franklin Hardy

## Esodo
- Titolo originale: Exodus
- Diretto da: Ben Young
- Scritto da: Sarah Streicher